# Zhang Shubin
Dans ce nom chinois, le nom de famille, Zhang, précède le nom personnel.
Pour les articles homonymes, voir Zhang.
Zhang Shubin, né le 16 février 1966 à Harbin en Mandchourie, est un patineur artistique chinois, qui participe aux Jeux olympiques d'hiver de 1988 et 1992.

## Biographie

### Carrière sportive
Zhang Shubin représente son pays à un mondial junior (1982 à Oberstdorf) et deux Jeux olympiques d'hiver (1988 à Calgary et 1992 à Albertville). Il ne participe jamais aux mondiaux seniors.
Il arrête les compétitions sportives après les Jeux de 1992.

### Reconversion
Zhang Shubin devient entraîneur. Il est le père de l'homme d'affaires américain Raymond Zhang.

## Palmarès
| Compétition                   | 1982    | 1983    | 1984    | 1985    | 1986    | 1987    | 1988    | 1989    | 1990    | 1991    | 1992    |  |  |  |  |  |  |  |  |
| Jeux olympiques d'hiver       |         |         |         |         |         |         | 20e     |         |         |         | 25e     |  |  |  |  |  |  |  |  |
| Championnats du monde         |         |         |         |         |         |         |         |         |         |         |         |  |  |  |  |  |  |  |  |
| Championnats du monde juniors | 14e     |         |         |         |         |         |         |         |         |         |         |  |  |  |  |  |  |  |  |
|                               |         |         |         |         |         |         |         |         |         |         |         |  |  |  |  |  |  |  |  |
| Autres compétitions           | 1981/82 | 1982/83 | 1983/84 | 1984/85 | 1985/86 | 1986/87 | 1987/88 | 1988/89 | 1989/90 | 1990/91 | 1991/92 |  |  |  |  |  |  |  |  |
| Skate Canada                  |         |         |         |         | 5e      |         |         |         |         |         |         |  |  |  |  |  |  |  |  |
| Coupe d'Allemagne             |         |         |         |         |         | 3e      |         |         |         |         |         |  |  |  |  |  |  |  |  |
| Moscou Skate                  |         |         |         |         |         |         |         | 8e      |         |         |         |  |  |  |  |  |  |  |  |
| Trophée NHK                   |         |         |         | 8e      | 6e      | 5e      | 6e      | 8e      | 9e      | 12e     | 11e     |  |  |  |  |  |  |  |  |
|                               |         |         |         |         |         |         |         |         |         |         |         |  |  |  |  |  |  |  |  |